# Baranovka (Astracan)
|  | Per a altres significats, vegeu «Baranovka». |

Baranovka (en rus: Барановка) és un poble (un possiólok) de l'óblast d'Astracan, a Rússia, segons el cens del 2010 tenia 41 habitants.